# Дервиш-Али
Дерви́ш-Али́ хан (тат. Därwiş Ğäli, Дәрвиш Гали; Дервиш-Али Дервиш-Али Бин Шейх-Хайтар; ум. не ранее 1558, Мекка) — последний астраханский хан (1537—1539, июль 1554 —1556). Сын Шейх-Хайдара, внук последнего хана Большой орды Шейх-Ахмада, правнук хана Ахмата, племянник по сестре Исмаил-бия.

## Биография
Впервые упомянут в русских летописях в 1537 году, когда в октябре первый раз был посажен в Хаджи-Тархане (Астрахани) ногайскими мирзами вместо хана Абд ар-Рахмана бин Абдадь-Керима. В период своего нахождения у власти, был связан вассальными обязательствами (выплатой ежегодной дани или податей) с Ногайской Ордой.  
В 1539 году бежал из Хаджи-Тархана вследствие переворота, уступив трон Ак-Кубеку. (По Р. Ю. Почекаеву между 1537 и 1542 в Астрахани правил отец Дервиш-Али — Шейх-Хайдар). Поначалу в изгнании жил у мирзы Исмаила (дядя по матери), затем у мирзы Белек-Булата бин Хаджи-Мухаммеда.
В 1548 году обосновался в Москве, но ногайцам удалось уговорить его вернуться в Ногайскую Орду, что он и сделал в феврале 1549 года. Ногайцы рассматривали Дервиш-Али как преданного им человека, и поэтому не отказывались от мысли вернуть его на астраханский престол.
В сентябре 1551 года выехал в Москву, где ему был пожалован г. Темников.
В 1552—1554 годах владел Звенигородом. 
В июле 1554 году пришёл к власти в Астраханском ханстве при помощи русских войск во главе с воеводой Ю. Шемякиным-Пронским, в результате первого Астраханского похода. В результате прихода к власти заключил Астраханский мир с Русским государством.
Вскоре стал ориентироваться на Крымское ханство. 
В 1555 году у него произошёл конфликт с русским войском оставленными в городе.
В августе 1556 года русские войска под командованием Ивана Черемисинова, во время второго Астраханского похода, взяли Хаджи-тархан. Дервиш-Али бежал в Азов под турецкую защиту. Из Азова он отправился в Азак, а оттуда в Мекку, где вероятно и умер.
Лицевой летописный свод называет его сына Янтимиром-царевичем.